# Иродион (Жураковский)
Архиепи́скоп Иродио́н (в миру Ива́н Журако́вский; ум. 18 (29) сентября 1735, Межигорский монастырь) — епископ Русской Церкви, архиепископ Черниговский и Новгород-Северский.

## Биография
Происходил из малорусского шляхетского рода Жураковских герба Сас, основоположником которого был сотник Сосницкий Черниговского полка Михаил Жураковский. Образование получил в Киевском коллегиуме.
Монашество принял в Киевском Межигорском Спасском монастыре.
В 1685 году рукоположён во диакона Киевского Межигорского монастыря, в 1687 году — во иеромонаха, с 1690 года — наместник этого монастыря в сане игумена. 6 января 1709 года возведён в сан архимандрита Межигорского монастыря.
3 мая 1722 года хиротонисан во епископа Черниговского с возведением в сан архиепископа.
Архиепископ Иродион, по воспоминаниям, был энергичный и настойчивый архипастырь. Он много способствовал образованию духовенства, повышению церковного благосостояния, исправлению нравов клира и стремился устранить излишнее влияние светских лиц на церковные дела. Из-за забот о благоустройстве епархии был резок и суров, что вызывало неудовольствие различных слоёв общества, и нажил себе много врагов. В 1731 году Священным Синодом была даже создана следственная комиссия по жалобам на епископа Иродиона, в которую входил, в частности, Феофан (Трофимович).
Владыка Иродион приложил немало усилий для развития Черниговского коллегиума. Способствовал созданию риторического курса Феофана Жолтовского (1726) "Дом Туллианового красноречия " (неопубликованный).
Интересны его грамоты и письма к гетману на украинском языке, большей частью с жалобами на притеснения духовенства. В них много любопытных подробностей о нравах и обычаях того времени и ценных сведений о состоянии школьного дела на Украине.
В 1734 году ушёл на покой в Киево-Межигорский монастырь.